# Lista de órgãos científicos que rejeitam o design inteligente
Este artigo lista as organizações científicas e outros grupos reconhecidos nacionalmente ou internacionalmente que, especificamente, rejeitam o Design Inteligente como uma alternativa válida para a teoria evolucionista.

## Órgãos do Brasil

#### Ministério da Educação e Cultura(MEC)
O Ministério da Educação manifestou-se em 2006 contra ensino do criacionismo ou qualquer teoria criacionista nas escolas do país. Para o MEC, o modelo criacionista não deve ser apresentado em aulas de ciências, como fazem alguns colégios privados e faculdades, em geral confessionais (ligados a uma crença religiosa). O entendimento do MEC é semelhante ao dos pesquisadores contrários ao criacionismo: o modelo não pode ser considerado teoria científica por não estar baseado em evidências (preceito tido como básico para se definir o que é ciência). A secretária da Educação Básica do Ministério da Educação, Maria do Pilar  afirmou que:

#### Academia Brasileira de Ciências(ABC)
A Academia Brasileira de Ciências congrega os mais eminentes cientistas nas Ciências Matemáticas, Físicas, Químicas, da Terra, Biológicas, Biomédicas, da Saúde, Agrárias, da Engenharia e Sociais do Brasil. A ABC divulgou um manifesto feito pelos seus membros, repudiando o design Inteligente:  

#### Sociedade Brasileira de Genética(SBG)
A SBG dirigiu ao público, um comunicado abordando que não existe qualquer respaldo científico para ideias criacionistas que vêm sendo divulgadas em escolas, universidades e meios de comunicação. O objetivo desse comunicado foi esclarecer à sociedade brasileira sobre as falácias criacionistas e evitar prejuízos no médio e longo prazo ao ensino científico e à formação dos jovens no país. A Sociedade Brasileira de Genética deixa claro:

#### Sociedade Brasileira de Paleontologia(SBP)
A SBP emitiu um manifesto reforçando que os dados paleontológicos respaldam enfaticamente a realidade da Evolução Biológica. Nesse manifesto, a SBP aborda que o design inteligente é uma pseudociência que não têm artigos publicados em revistas reconhecidas pela comunidade     acadêmica e que fica claro que design inteligente não deve ser ensinado nas escolas. A sociedade Brasileira de Paleontologia deixa claro:

#### Sociedade Brasileira para o Progresso da Ciência(SBPC)
A SBPC emitiu um manifesto contra um projeto que visava o ensino do criacionismo nas escolas, abordou-se que a evolução é apoiada pela descoberta de fósseis, que revelaram mudanças nas espécies ao longo do tempo. O registro fóssil, a pesquisa com DNA, a evidência de que espécies têm ancestrais comuns, entre outras descobertas, somam evidências fortes que a evolução pela seleção natural é como a vida na Terra surgiu e se tornou diversa. A SBPC aborda que "os argumentos criacionistas são baseados em crenças acerca de uma entidade de fora do mundo natural. Não pode ser investigado pela ciência, que somente investiga os fenômenos que ocorrem naturalmente" e conclui que "definitivamente, não há como inserir o criacionismo no conteúdo de disciplinas científicas, para que não prejudique o ensino científico de boa qualidade no Brasil.

#### Associação Brasileira de Ensino de Biologia(SBENBIO)
A associação SBENBIO em conjunto com a ABRAPEC, manifestou-se em 2014 contra um Projeto de Lei para o ensino do criacionismo nas escolas. A carta aberta assinada pela presidente da ABRAPEC e pelo presidente da SBEnBio, traz uma série de razões pelas quais as entidades são contrárias ao projeto. Em 2020, a associação emitiu uma nota conjunta com 10 outros órgãos brasileiros através de sua página em rede social reafirmando que o Design Inteligente não pode ser entendido como uma ciência alternativa à evolução:
A nota de esclarecimento é clara sobre que o Design Inteligente e Criacionismo são interpretações dogmáticas que não originam novas questões que possam ser investigadas e discutidas pela comunidade científica, incluindo dimensões sobrenaturais, e que discursos que afirmam que explicações criacionistas deteriam o mesmo status epistemológico que os conhecimentos científicos das teorias evolutivas são veementemente contrários à posição da SBENBIO. Outras dez associações assinaram a nota:
- Observatório da Laicidade da Educação (OLÉ);
- Associação Brasileira de Pesquisa em Educação em Ciências (ABRAPEC);
- Sociedade Brasileira de Ensino de Química (SBENQ);
- Associação Brasileira de História das Religiões (ABHR);
- Associação Nacional de História (ANPUH);
- Associação Nacional de Pós-Graduação em Filosofia (ANPOF);
- Fórum Nacional dos Coordenadores Institucionais do PIbid e Resistência Pedagógica (FORPIBID RP);
- Fórum Nacional de Diretores de Faculdades, Centros de Educação ou Equivalentes das Universidades Públicas Brasileiras (FORUMDIR);
- Centro de Estudos Educação e Sociedade (CEDES);
- Associação Nacional de Poítica e Administração da Educação (ANPAE).

#### Associação Brasileira de Pesquisa em Educação em Ciências(ABRAPEC)
A associação ABRAPEC em conjunto com a SBEnBio expressaram publicamente sua posição contrária ao Projeto de Lei 8099/2014 de 2014 que tornaria obrigatório o ensino do criacionismo na educação básica pública e privada do Brasil. No manifesto, os mesmos elucidaram as razões pelas quais rejeitam o projeto de lei apresentado pelo deputado Marco Feliciano. A carta aberta aborda que:

#### Universidade Federal do Rio Grande do Sul(UFRGS)
A equipe de professores da UFRGS publicou um manifesto de resposta repudiando os posicionamentos do grupo brasileiro do Design Inteligente em um manifesto feito pelos mesmos e alertando o público que a TDI não pode ser considerada científica. O manifesto de resposta abordou que o design inteligente é inconsistente com diversas áreas da ciência, desde a Geologia de Petróleo (que preconiza em suas previsões a evolução da vida) até as Ciências da Vida e que a alegação de que a teoria evolutiva apresenta inconsistências graves é apresentada de forma distorcida no manifesto da TDI Brasil. A réplica aborda que:

#### Universidade Estadual de Campinas(UNICAMP)
A equipe de professores da UNICAMP enviaram diversos e-mails repudiando os posicionamentos da própria instituição de ensino a cerca do “1° Fórum de Filosofia e Ciência das Origens”, onde iria reunir cinco convidados ligados ao “criacionismo científico” para falar sobre filosofia e ciência. Algumas manifestações de resposta abordaram que é embaraçoso para uma universidade estadual dar credibilidade para esse tipo de evento e que o mesmo se trata de uma doutrina não científica que deve ser feita somente em igrejas:

#### Sociedade Brasileira de Física(SBF)
A Sociedade Brasileira de Física, lançou um manifesto, aprovado por seu Conselho e sua Diretoria, em favor de um ensino pleno, sem restrições ao conhecimento ou à liberdade de expressão e em repúdio ao movimento Escola Sem Partido. De acordo com a manifestação da SBF, o movimento deve ser repelido, pois pode se tornar um perigoso instrumento para ameaçar o ensino de ciência nas escolas e pode levar a situações inaceitáveis em termos educacionais, como restrição ao ensino da teoria da evolução das espécies, à perspectiva de gênero e a temas afins ao multiculturalismo. O manifesto aborda que:

#### Universidade de São Paulo- Núcleo Charles Darwin (EDEVO-Darwin/USP)
O Núcleo de Apoio à Pesquisa em Educação, Divulgação e Epistemologia da Evolução “Charles Darwin” (NAP EDEVO-Darwin), ligado à Pró-Reitoria de Pesquisa da Universidade de São Paulo, que reúne diversos cientistas atuantes na área da evolução biológica, se manifestou sobre uma opinião emitida em 2020 pelo dirigente da Coordenação de Aperfeiçoamento de Pessoal do Ensino Superior (CAPES), ligada ao Ministério da Educação (MEC). O Núcleo emitiu uma nota que abordou que:

## Órgãos dos Estados Unidos

#### American Association for the Advancement of Science(AAAS)
A American Association for the Advancement of Science (AAAS) É a maior sociedade científica geral do mundo, serve cerca de 262 sociedades afiliadas e academias de ciência, atendendo a 10 milhões de indivíduos. Uma declaração de 2002 afirma: A falta de garantia científica para a chamada" teoria do design inteligente" torna impróprio inclui-la como parte da educação científica. Uma declaração de 2006 sobre o ensino da evolução afirma:
- Q & A sobre Evolução e Design Inteligente: O design inteligente é uma alternativa científica à teoria evolucionária contemporânea? Não. Os defensores do design inteligente podem usar a linguagem da ciência, mas não usam sua metodologia. Eles ainda não propuseram testes significativos para suas afirmações, não há relatos de pesquisas atuais sobre essas hipóteses em reuniões relevantes da sociedade científica e não há nenhum corpo de pesquisa sobre essas hipóteses publicadas em revistas científicas relevantes. Assim, o design inteligente não foi demonstrado ser uma teoria científica.[15]

#### American Association of University Professors(AAUP)
A American Asssociation of University Professors é uma organização de professores e outros acadêmicos nos Estados Unidos. AAUP é de cerca de 47.000 membros, com mais de 500 campus de seções locais e 39 organizações estatais. A organização abordou que diz respeito aos Projetos de Liberdade Acadêmica: "Tais esforços são contrários ao esmagador consenso científico sobre a evolução e são inconsistentes para uma compreensão adequada do significado da liberdade acadêmica." e declarou sua posição contrária ao design inteligente:

#### American Astronomical Society(AAS)
A AAS é uma sociedade americana de astrônomos profissionais e outros indivíduos interessados, com mais de 7.000 membros e seis divisões. Uma carta enviada em 2005 ao presidente George W. Bush pelo Dr. Robert P. Kirshner presidente da sociedade, cita que "o design inteligente nem sequer faz parte da ciência - é uma ideia religiosa que não tem um lugar no currículo de ciências." Uma declaração de 2005 sobre o Ensino da Evolução aborda:

#### American Chemical Society(ACS)
A Sociedade Americana de Química é uma sociedade científica que apoia a investigação científica no campo da química, com mais de 164.000 membros em todos os níveis de graduação e em todos os campos da química, engenharia química e áreas afins. É a maior sociedade científica do mundo e uma das principais fontes de informação científica autorizada. A associação manifestou-se abordando que a Teoria evolutiva é a única explicação para a origem e diversidade das espécies:

#### American Geophysical Union(AGU)
A União Geofísica Americana é uma organização com fins não lucrativos de geofísicos que conta (número do ano 2006) 49.000 membros que provêm de 140 países. As atividades da AGU são concentradas sobre a organização e a disseminação da informação científica no domínio da Geofísica, domínio interdisciplinar e internacional. A União manifestou-se contra o design inteligente :

#### American Institute of Physics(AIP)
O Instituto Americano de Física (AIP) promove a ciência, a profissão de física, publica periódicos de física e produz publicações para sociedades científicas e de engenharia. A AIP é constituída por várias sociedades membros. Sua sede corporativa está no American Center for Physics em College Park, Maryland, mas o instituto também tem escritórios em Melville, Nova York e Pequim. O AIP possui uma declaração de política da Diretoria que apoia a evolução e o oposto ao criacionismo .

#### American Psychological Association(APA)
A Associação Americana de Psicologia é uma organização que representa a psicologia nos Estados Unidos da América e no Canadá. Tem por volta de 150 mil membros, sendo a maior do gênero do mundo. A APA foi fundada em 1892 por 26 membros, na Universidade de Clark. Primeiramente foi presidida por G. Stanley Hall. Tem representações nos estados estadunidenses e províncias canadenses. Seu atual presidente é Gerald P. Koocher. A Diretoria de Ciência e o Conselho de Representantes da APA emitiram uma Resolução Rejeitando o Design Inteligente como Apoio Científico e Reafirmante à Teoria Evolutiva :

#### American Society of Agronomy(ASA)
O ASA representa mais de 10.000 membros. É uma sociedade científica e profissional de agrônomos e cientistas de disciplinas relacionadas, principalmente nos Estados Unidos, mas também com um grande número de membros não-americanos. Foi fundada com o objetivo de aumentar e disseminar conhecimento sobre solos, culturas e as condições que os afetam. A Sociedade manifestou-se contra o design inteligente:

#### American Society for Biochemistry and Molecular Biology(ASBMB)
A ASBMB é uma sociedade científica e educativa composta por quase 12 mil bioquímicos e biólogos moleculares, a maioria dos quais ensinam e realizam pesquisas em faculdades e universidades em todo o país. Fundada em 1906, a ASBMB publica o Journal of Biological Chemistry, um dos periódicos mais importantes nas ciências da vida. A Sociedade manifestou-se contra o design inteligente:
- O presidente da sociedade (ASBMB) registrou profundas preocupações sobre o ensino da ideia de "design inteligente" e deixou claro que[30]:"Sua última estratégia é se disfarçar de "pensamento crítico" ou " liberdade de expressão" e toma a forma de leis que proíbem que alguém seja demitido de seu trabalho por ensinar a suposta controvérsia sobre a evolução. Pelo que eles querem dizer, que é perfeitamente aceitável para um professor de ciências apresentar o criacionismo, design inteligente e outras doutrinas religiosas da Bíblia em roupa-científica como alternativas legítimas para a evolução, mesmo que quem faça isso deva ser demitido por incompetência."

#### Botanical Society of America(BSA)
A BSA representa botânicos, pesquisadores, educadores e estudantes profissionais e amadores em mais de 80 países do mundo. Os princípios organizadores da sociedade foram o aprimoramento do estudo das plantas na América do Norte e para profissionalizar tais esforços.  Em 1906, a organização se fundiu com a Society for Plant Morphology and Physiology e a American Mycological Society. A BSA emitiu um comunicado se posicionando contra o "design inteligente":

#### Federation of American Societies for Experimental Biology(FASEB)
A federação representa 22 sociedades profissionais e 84.000 cientistas. O Conselho de Administração da FASEB adotou uma medida onde opõe-se ao uso de classes de ciências para ensinar Design Inteligente, Criacionismo e outras Pseudociências :

#### National Association of Biology Teachers(NABT)
A Associação Nacional de Professores de Biologia (NABT) é uma sociedade acadêmica americana formada em 1938 e incorporada em 1956. Sua composição é formada por milhares de educadores e administradores de biologia - representando todos os níveis - dos EUA e do exterior. NABT também publica a revista The American Biology Teacher. A NABT possui um grande número de seções, afiliações e comitês que ajudam a facilitar o trabalho em rede e no suporte. O Conselho de Administração da NABT emitiu um relatório em 1995, que foi revisado em 1997, em 2000, em 2004 e em 2008 :

#### National Center for Science Education(NCSE)
A NCSE se opõe ao ensino do design inteligente, agindo como um centro de informações sobre os esforços para forçar o criacionismo (incluindo o design inteligente) na sala de aula. O NCSE descreve o design inteligente como "um sucessor do movimento da ciência da criação, que remonta aos anos 1960" e que o termo "design inteligente" foi adotado como um substituto para a "ciência da criação". Os defensores de ID geralmente evitam referências explícitas a Deus, tentando apresentar um verniz na história. Os proponentes do ID introduziram algumas frases novas na retórica anti-evolução com princípios que têm histórias longas nos ataques criacionistas sobre a evolução, o chamado "argumento do design". O NCSE também mantém listas de organizações de todo o mundo que se opõem ao ensino do criacionismo, incluindo design inteligente, listando 71 organizações científicas,  23 organizações religiosas, 43 organizações educacionais, e 10 organizações de liberdades civis. A NCSE afirma oposição contra o design inteligente:

#### National Science Teachers Association(NSTA)
Fundada em 1944, a NSTA é uma associação de professores de ciências nos Estados Unidos e é a maior organização de professores de ciências em todo o mundo. A atual NSTA inclui mais de 57.000 professores de ciências, supervisores de ciência, administradores, cientistas, representantes de negócios e indústria e outros envolvidos e comprometidos com a educação científica. A missão da organização é promover a excelência e a inovação no ensino e aprendizagem de ciências para todos. A associação manifestou-se contra o ensino do design inteligente:

#### National Academy of Sciences(NAS)
É uma corporação que em 2003 já contava com 1.922 membros, 93 membros eméritos, 341 correspondentes estrangeiros e empregava aproximadamente 1.100 pessoas. Os membros titulares elegem os novos membros e o título de membro da Academia é vitalício. Perto de 170 membros da Academia já receberam o Prêmio Nobel.
- Essa academia escreveu uma declaração intitulada "Ciência e Criacionismo: Uma Visão da Academia Nacional de Ciências, Segunda Edição da Academia Nacional de Ciências", que disse que "Criacionismo, Design Inteligente e outras reivindicações de intervenção sobrenatural na origem da vida ou das espécies não são ciência" [40]
- Havia também uma carta de Bruce Alberts ex-presidente da NAS: "Estamos prontos para ajudar os outros a enfrentar as tentativas cada vez mais estritas de limitar o ensino da evolução ou de introduzir alternativas "não-científicas" nos cursos e currículos de ciências. A controvérsia chega à sua porta, esperamos que você nos alerte para as questões específicas em seu estado ou distrito escolar e esteja disposto a usar a sua posição e prestígio como um membro do NAS para ajudar no trabalho local." [41]

#### Kentucky Academy of Science(KAS)
A academia declarou: "(...) das formas mais fortes e determinantes possíveis, deploramos a decisão de substituir a "mudança ao longo do tempo pela evolução" nos padrões de ensino estaduais, insta a que a redação original seja restabelecida e desacredite qualquer tentativa de remover o ensino básico Teoria evolucionária (...) "Adotada pelo Conselho de Administração do KAS em 6 de novembro de 1999. Aprovada unanimemente pela associação do KAS em 6 de novembro de 1999. Aprovada por unanimidade novamente em sua reunião anual de negócios em 11 de novembro de 2005. O KAS também votou para endossar sobre a Teoria do Design Inteligente na Resolução do Conselho da AAAS.

#### Kentucky Paleontological Society(KPS)
A Sociedade Paleontológica do Kentucky foi fundada em 1993 com o objetivo de promover o interesse e o conhecimento da ciência da paleontologia. A Sociedade é uma rede para a troca de dados entre profissionais e amadores sérios no campo. O KPS e seus membros trabalharam com paleontologistas de classe mundial em descobertas de gêneros extintos e a escavação de dinossauros e outros fósseis de vertebrados no Novo México e Montana. A sociedade se posiciona contra a pseudociência. Em 12 de outubro de 1999, o KPS emitiu a seguinte declaração:

#### Universidade de Lehigh- Departamento de ciências Biológicas
O departamento oferece programas em biologia fornecendo uma ampla introdução à biologia com oportunidades para que os alunos criem um programa de estudo adequado aos seus interesses específicos. Os programas de estudo focados em aspectos particulares da biologia são nas áreas de neurociência comportamental e biologia molecular. O departamento respondeu a um membro do corpo docente e do design inteligente, o proponente Michael Behe sobre as reclamações à cerca da validade científica e a utilidade do design inteligente, a publicação de posição de um oficial de declaração diz que:

## Órgãos do Reino Unido

#### Association for Science Education(ASE)
A ASE é uma associação profissional do Reino Unido para a Educação Científica. Os objetos e propósitos para os quais a Associação é constituída são a promoção da educação pelo melhoramento do ensino da ciência, fornecimento de um meio autoritário através do qual as opiniões de professores de ciência podem ser expressas em questões educacionais e interligar pessoas preocupadas com o ensino da ciência em particular e com a educação em geral. A ASE emitiu uma declaração relativa à discussão relacionada ao Design Inteligente e a Educação Científica:

## Outros países e órgãos internacionais

#### Elie Wiesel Foundation for Humanity Nobel Laureates Initiative
A organização conta com 38 prêmios Nobel. As conferências internacionais da fundação Elie Wiesel se concentram em temas como Meio Ambiente, Terrorismo e Paz, Educação e Saúde. As conferências servem para reunir Prêmios Nobel e líderes mundiais para discutir problemas sociais e desenvolver sugestões de mudança. A fundação escreveu uma carta pedindo ao Conselho de Educação do Kansas para que rejeitasse o design inteligente:

#### Conselho da Europa
Em 2007, a Comissão de Cultura, Ciência e Educação do Conselho publicou um relatório intitulado "Os perigos do criacionismo na educação", que afirma que "as ideias do design inteligente aniquilam todo o processo de investigação, identificam as dificuldades e imediatamente saltam à conclusão de que a única forma de resolvê-las é recorrer a uma causa inteligente sem procurar outras explicações, por isso é inaceitável querer ensiná-la em cursos de ciências, não basta apresentá-la como uma teoria alternativa para incluí-la no currículo científico. Para afirmar-se científica, basta referir-se a causas naturais nas explicações de uma pessoa. As idéias de design inteligente referem-se apenas a causas sobrenaturais, e o "Desenho Inteligente", que é a mais recente e mais refinada versão de Criacionismo, não nega completamente um grau de evolução. No entanto, esta escola de pensamento dificilmente forneceu qualquer combustível para o debate científico até agora. A doutrina do design inteligente não é menos perigosa". Resumo do relatório:

#### University of New South Wales(UNSA)
A UNSA criou a iniciativa Intelligent Design is not Science Initiative através de uma coalizão organizada pela própria University of New South Wales, representando mais de 70.000 cientistas australianos e professores de ciências com signatários da Australian Academy of Science, a Federation of Australian Scientific and Technological Societies e a Australian Science Teachers Association. Um manifesto realizado pelos mesmos aborda:

#### Interacademy Panel Statement on the Teaching of Evolution
Esta é uma declaração conjunta emitida pelas academias nacionais de ciência de 67 países, incluindo a United Kingdom's Royal Society, alertando que a evidência científica sobre as origens da vida estava sendo "escondida, negada ou confundida". Pede aos pais e professores a fornecerem às crianças os fatos sobre as origens e a evolução da vida na Terra.

#### Royal Astronomical Society of CanadaOttawa Centre(RASC)
A RASC é uma organização sem fins lucrativos canadense, para o avanço da astronomia e ciências afins. Desde a sua fundação em 1800, ela recrutou cerca de 4.000 membros - astrônomos amadores em sua maioria, mas também muitos astrônomos profissionais ou professores de astronomia. A associação manifestou-se contra o design inteligente:

#### Royal Society
A Sociedade Real foi fundada em 1660 por um grupo de estudiosos cujo desejo era promover uma compreensão da vida e do universo através de experiências e observações. Essa abordagem para a aquisição do conhecimento é a base do método científico, que envolve o teste de teorias contra evidências observacionais. A sociedade Real declarou que "Opõe-se à deturpação da evolução nas escolas para promover crenças religiosas particulares" no manifesto contra o design inteligente que foi emitido em 2006. Outro trecho do manifesto aborda:

#### Project Steve
O projeto Steve é uma lista de cientistas que "apoiam a evolução". Foi criado originalmente pelo Centro Nacional de Educação da Ciência como resposta ao "A Scientific Dissent From Darwinism" do Discovery Institute. O projeto Steve foi assinado por 1200 cientistas, sendo o mais longo e que contém muito mais cientistas eminentes do que qualquer lista criacionista. Em particular, o Projeto Steve contém muitos mais biólogos do que as listas criacionistas, com cerca de 51% dos Steves listados sendo biólogos. A leitura aborda:

## Lista de publicações científicas contra o Design Inteligente

##### 2015 - Experiential Thinking in Creationism - A Textual Analysis
Em 2015, Petteri Nieminen, Esko Ryökäs e Anne-Mari Mustonen lançaram um artigo intitulado Experiential Thinking in Creationism - A Textual Analysis na revista Plos One onde demostram claramente a busca dos textos criacionistas pela demonização de Darwin expressada como um tipo Darwinofobia :

##### 2016 - Carta ao Editor: A Pseudociência do Design Inteligente
Em 2016, Rafael Nicolaidis lançou uma Carta ao Editor intitulada A pseudociência do design inteligente na revista Clinical & Biomedical Research:

##### 2016 - Creationism and intelligent design are incompatible with scientific progress
Em 2016, Gustavo Caetano-Anollés lançou uma publicação intitulada Creationism and intelligent design are incompatible with scientific progress: A response to Shanta and Vêdanta na revista Commun Integr Biology:

##### 2016 - A Percepção Sobre a Hipótese do Design Inteligente no Brasil (Minas Gerais)
Em 2016, Heslley Machado Silva e outros lançaram o artigo intitulado A Percepção Sobre a Hipótese do Design Inteligente no Brasil (Minas Gerais) na Revista Conexão Ciência:

##### 2017 - Scientists need social media influencers
Em 2017, Mauro Galetti e Raul Costa-Pereira lançaram um artigo intitulado Scientists need social media influencers na Science:

##### 2019 - A biochemist’s crusade to overturn evolution misrepresents theory and ignores evidence
Em 2019, Nathan Lents, Joshua Swamidass e Richard Lenski publicaram um artigo intitulado A biochemist’s crusade to overturn evolution misrepresents theory and ignores evidence na Science que faz críticas ao livro Darwin Devolves do bioquímico e defensor do Design Inteligente Michael Behe. O artigo aborda sobra a obra de Behe:

##### 2020 - Brazil's pick of a creationist to lead its higher education agency rattles scientists
Logo no início de 2020, a nomeação de Aguiar Neto (defensor do design inteligente) para liderar a agência CAPES que supervisiona os programas de pós-graduação no Brasil, preocupou os cientistas. Com isso, a notícia e a reação negativa da comunidade científica brasileira foi reportada no jornal da Science. Abordando sobre os perigos do mesmo no ensino:

## Controvérsia: órgãos religiosos que rejeitam o Design Inteligente

#### International Society for Science and Religion(ISSR)
A ISSR é uma sociedade estabelecida em 2001 com o objetivo de promover a educação através do apoio à aprendizagem e pesquisa interdisciplinar nos campos da ciência e da religião, sempre que possível, de forma internacional e unida ao contexto da fé. A Sociedade tomou forma após uma conferência de quatro dias na Espanha. A ISSR manifestou-se contra o Design Inteligente:

#### Igreja Católica
Embora o movimento pelo design inteligente às vezes apresenta o catolicismo como um aliado em sua campanha, a Igreja Católica tem uma antiga tradição teológica que rejeita o criacionismo fundamentalista. Através de um artigo que elogia uma decisão judicial norte-americana que considerou a teoria do design inteligente não-científica, a Igreja Católica reafirmou seu apoio à teoria evolucionista. O jornal L'Osservatore Romano que é o periódico semioficial da Santa Sé do Vaticano, que faz a cobertura de todas as atividades públicas do Papa, publica editoriais escritos por membros importantes do clero da Igreja Católica e imprime documentos oficiais depois de autorizados, disse que ensinar o design inteligente - que afirma que a vida é tão complexa que só pode ter sido criada por algo sobrenatural - simultaneamente com a teoria da evolução de Darwin só causa confusão. O Jornal aborda: